# 二硅化二钌铀
二硅化二钌铀是一种无机化合物，化学式为URu2Si2，它是铀和钌的硅化物之一。它具有ThCr2Si2结构。

## 制备与性质
二硅化二钌铀可由铀、钌和硅在高温反应制得。
它在17.5 K以下表现出HO相超导体性质。